# Liolaemus rothi
Liolaemus rothi — вид ігуаноподібних ящірок родини Liolaemidae. Ендемік Аргентини.

## Поширення і екологія
Liolaemus rothi поширені від верхньої течії річки Алюміне і плато Лонко-Луан на південному заході провінції Неукен на південь вздовж східних схилів Анд до заходу провінції Ріо-Негро і на схід до плато Сомункура в провінції Чубут. Вони живуть в різноманітних степових і гірських ландащафтах, від кам'янистих річкових долин до скельних виступів в патагонських степах. Зустрічаються на висоті від 700 до 1800 м над рівнем моря. Живляться комахами, відкладають яйця.